# 1968–1969-es bajnokcsapatok Európa-kupája
A bajnokcsapatok Európa-kupája 14. szezonja. A torna elején sok szocialista ország csapata politikai okok miatt visszalépett, így a 2. körben – hogy a továbbjutó csapatok száma ne változzon – 2 együttes automatikusan kvalifikálta magát a következő körbe. Ezek közül az egyik az az AC Milan volt, amely később el is hódította a trófeát. Az Ajax elleni döntőt 1969. május 28-án játszották a spanyolországi Santiago Bernabéu stadionban (Madrid).

## Eredmények

### 1. forduló
| 1. csapat        | Össz. | 2. csapat         | 1. mérk. | 2. mérk. |
| ---------------- | ----- | ----------------- | -------- | -------- |
| Malmö FF         | 3–5   | AC Milan          | 2–1      | 1–4      |
| Saint-Étienne    | 2–4   | Celtic FC         | 2–0      | 0–4      |
| Waterford United | 2–10  | Manchester United | 1–3      | 1–7      |
| Anderlecht       | 5–2   | Glentoran         | 3–0      | 2–2      |
| Rosenborg        | 4–6   | Rapid Wien        | 1–3      | 3–3      |
| Real Madrid      | 12–0  | AEL               | 6–0      | 6–0      |
| Nürnberg         | 1–5   | Ajax              | 1–1      | 0–4      |
| Manchester City  | 1–2   | Fenerbahçe        | 0–0      | 1–2      |
| Valur            | 1–8   | SL Benfica        | 0–0      | 1–8      |
| Floriana         | 1–3   | Reipas Lahti      | 1–1      | 0–2      |
| Steaua București | 3–5   | Spartak Trnava    | 3–1      | 0–4      |
| AÉK Athén        | 5–3   | Jeunesse Esch     | 3–0      | 2–3      |
| Zürich           | 3–4   | AB                | 1–3      | 2–1      |

- A Carl Zeiss Jena nem állt ki a mérkőzésre így a jugoszláv Crvena Zvezda léphetett tovább a következő körbe.
- A Gyinamo Kijev, a Ferencváros, a Levszki-Szpartak Szofija és a Ruch Chorzów együttese visszalépett.

### 2. forduló (Nyolcaddöntő)
| 1. csapat         | Össz. | 2. csapat      | 1. mérk. | 2. mérk. |
| ----------------- | ----- | -------------- | -------- | -------- |
| Celtic FC         | 6–2   | Crvena Zvezda  | 5–1      | 1–1      |
| Manchester United | 4–3   | Anderlecht     | 3–0      | 1–3      |
| Rapid Wien        | 2–21  | Real Madrid    | 1–0      | 1–2      |
| Ajax              | 4–0   | Fenerbahçe     | 2–0      | 2–0      |
| Reipas Lahti      | 2–16  | Spartak Trnava | 1–9      | 1–7      |
| AÉK Athén         | 2–0   | AB             | 0–0      | 2–0      |

1A Rapid Wien csapata jutott tovább, idegenben lőtt több góllal.
- Az AC Milan és az SL Benfica mérkőzés nélkül jutott tovább a következő körbe.

### Negyeddöntő
| 1. csapat         | Össz. | 2. csapat  | 1. mérk. | 2. mérk. |
| ----------------- | ----- | ---------- | -------- | -------- |
| AC Milan          | 1–0   | Celtic FC  | 0–0      | 1–0      |
| Manchester United | 3–0   | Rapid Wien | 3–0      | 0–0      |
| Ajax              | 4–41  | SL Benfica | 1–3      | 3–1      |
| Spartak Trnava    | 3–2   | AÉK Athén  | 2–1      | 1–1      |

1Az Ajax egy harmadik mérkőzésen 3–0-ra legyőzte az SL Benfica csapatát, így továbbjutott a következő körbe.

### Elődöntő
| 1. csapat | Össz. | 2. csapat         | 1. mérk. | 2. mérk. |
| --------- | ----- | ----------------- | -------- | -------- |
| AC Milan  | 2–1   | Manchester United | 2–0      | 0–1      |
| Ajax      | 3–2   | Spartak Trnava    | 3–0      | 0–2      |

### Döntő
| 1969. május 28. | AC Milan                     | 4–1   | Ajax                | Santiago Bernabéu stadion (Madrid) Nézőszám: 31,782 v.: de Mendíbil (Spanyolország) |
| 1969. május 28. | Prati 7' 40' 75' Sormani 67' | (2–0) | Vasović 60' (11-es) | Santiago Bernabéu stadion (Madrid) Nézőszám: 31,782 v.: de Mendíbil (Spanyolország) |

| Az 1968–69-es bajnokcsapatok Európa-kupájának győztese |
| AC Milan 2. cím                                        |
| ← 1967–68 Manchester United                            |
| Feyenoord 1969–70 →                                    |